# Benito Morales Viera
Benito Morales Viera (Las Palmas de Gran Canaria, España, 14 de junio de 1952) es un exfutbolista español que se desempeñaba como centrocampista. Tras su retirada ejerció de entrenador del C. D. Maspalomas o el Universidad de Las Palmas entre otros. También ha sido delegado de campo de la UD Las Palmas. En la actualidad entrena a la U. D. Piletas.

## Clubes
| Club                | País   | Año       |
| ------------------- | ------ | --------- |
| Las Palmas Atlético | España | 1977-1980 |
| U. D. Las Palmas    | España | 1980-1987 |